# Cabana de volta 2 (Vallbona de les Monges)
La Cabana de volta 2 és una obra de Vallbona de les Monges (Urgell) inclosa a l'Inventari del Patrimoni Arquitectònic de Catalunya.

## Descripció
Cabana de volta adossada al marge d'unes terres. Ens trobem davant d'una cabana de grans dimensions on per la seva estereotomia hi observem dues etapes constructives clares. La cabana semicircular de pedra tallada regular blanquinosa amb una porta d'arc de mig punt al seu lateral dret. L'interior és cobert amb volta de pedra sense picar, imitant una falsa volta. Als laterals dels murs exteriors d'aquesta cabana hi ha un mur de reforç amb una estereotomia no tant acurada. Aquesta cabana es troba perfectament inserida entre el paisatge natural, la part del sostre de la cabana és plena d'herba i matolls que hi ha nascut aprofitant la seva perfecta adaptació al marge.